# Dmitri Wladimirowitsch Achscharumow
Dmitri Wladimirowitsch Achscharumow (* russisch Дмитрий Владимирович Ахшарумов, Transliteration Dmitriy Vladimirovič Achscharumov; * 8. Septemberjul. / 20. September 1864greg. in Odessa, Gouvernement Cherson, Russisches Kaiserreich; † 3. Januar 1938 in Aşgabat) war ein russischer Geiger, Komponist, Musikpädagoge und Dirigent.

## Leben

### Frühe Jahre, Ausbildung und erste Konzerttätigkeit
Dimitri Wladimirowitsch Achscharumow besuchte nach Abschluss des Militärgymnasiums in Poltawa ab 1882 die Nikolai-Kavallerieschule (Николаевское кавалерийское училище) in Sankt Petersburg. Die Schule schloss er mit dem Rang eines Provinzsekretärs (Губернский секретарь) ab. Schon während der Zeit an der Kavallerieschule nahm er Violinunterricht bei Pjotr Artjomowitsch Krasnokutski (1849–1900). 1884 bis 1885 studierte er am Sankt Petersburger Konservatorium Violine bei Leopold Auer und Musiktheorie und Komposition bei Alexander Iwanowitsch Rubez (1837–1913). Darauf ging er zum Studium nach Wien. Hier waren Jakob Dont sein Violinlehrer und Robert Fuchs sein Lehrer in Komposition und Musiktheorie. Von 1890 bis 1898 konzertierte auf mehreren Tourneen mit Konzerten in Wien und Moskau. 

### Musikalische Aktivitäten in Poltawa
1895 ließ er sich in Poltawa nieder. Hier organisierte er ein Sinfonieorchester, mit welchem er ab 1898 Konzerte gab. Er begründete eine Konzertreihe, die heute noch existiert. 1903 führte er mit dem Orchester eine fünfmonatige  Konzertreise gemeinsam mit dem Cellisten Michail Jewsejewitsch Bukinik durch fünfzig Städte mit 118 Konzerten in Russland durch. 1899 wurde auf seine Initiative ein örtlicher Zweig der Kaiserlich-Russischen Musikgesellschaft (Императорское Русское музыкальное общество) in Poltawa gegründet, den er auch leitete. Er wurde 1902 Direktor der im Rahmen der Gesellschaft begründeten Musikklassen und ab 1904 Direktor der neu gegründeten Musikschule Poltawa.

### Internationale Erfolge und weitere Karriere
1906 dirigierte er in Berlin russische Konzertprogramme mit den Philharmonikern. Auf Grund des Erfolges wurde er von der Konzertagentur Herrmann Wolff 1909 zu weiteren Konzerten nach Berlin eingeladen. 1909 folgte eine weitere Konzerttournee mit dem Sinfonieorchester Poltawa durch Russland. Die Konzertreise wurde von der Kaiserlich-Russischen Musikgesellschaft gefördert.

### Spätere Jahre und tragisches Ende
Im Jahr 1919 übernahm er die Position des Dirigenten beim Sinfonieorchester in Feodossija. A Ab 1922 führte er im Rahmen der Russischen Musikgesellschaft Konzerte in Petrograd durch. Sein Leben nahm eine tragische Wendung, als er am 9. April 1924 aufgrund einer Denunziation verhaftet wurde. Am 15. Mai wurde er zwar freigelassen, jedoch schwebte die Drohung der Ausweisung über ihm. Im Jahr 1925 gründete er das Staatliche Sinfonieorchester Woronesch. Ab 1929 unterrichtete Achscharumow am musischen Technikum in Aşgabat. Im Herbst 1937 wurde er erneut verhaftet. Dieses Mal wurde er als Volksfeind zum Tode verurteilt und am 3. Januar 1938 in Aşgabat erschossen.

## Werke (Auswahl)
- Fantasia lugubre für großes Orchester
- Orchestersuite

Daneben komponierte er Violinstücke und Lieder und arrangierte ältere Violinsonaten.